# Шелбрук (Саскачеван)
Шелбрук (енгл. Shellbrook) је насељено место са административним статусом варошице у централном делу канадске провинције Саскачеван. Насеље се налази на око 45 км западно од града Принс Алберт на раскршћу провинцијских магистралних друмова 3 и 55. 
Око 40 км северно од вароши налази се подручје националног парка Принс Алберт. У вароши се налази и веома квалитетно игралиште за голф, док су зграда локалног музеја и библиотеке смештени у некадашњој железничкој станици саграђеној 1909. године. 

## Историја
Насељаавање подручја започело је крајем 19. века, а првобитно насеље Шел Брук основано је 1894. неколико километара северније од модерног насеља. У вегетацијском погледу подручје је пре насељавања било обрасло густим боровим шумама, тако да је експлоатација дрвета и његов транспорт ка Принс Алберту у почетку представљала основну привредну делатност становништва. На раскрченим подручјима убрзо су никле оранице. 
Почетком 20. века подручје је постало привлачно за насељавање и у том периоду у Шелбрук су се доселиле бројне породице из Британије и Скандинавије. Године 1910. насеље је железницом повезано са Принс Албертом.
Шелбрук је 1909. административно уређен као село, а од 1948. има административни статус варошице. 

## Демографија
Према резултатима пописа становништва из 2011. у варошици су живела 1.433 становника у укупно 662 домаћинства, што је за 16,5% више у односу на 1.230 житеља колико је регистровано  приликом пописа 2006. године.
| 2006. | 2011. |
| ----- | ----- |
| 1,215 | 1,433 |